# Christian Lollike
Christian Lollike, född 20 april 1973 i Köpenhamn, är en dansk dramatiker och teaterregissör.
Lollike avlade examen vid dramatikerlinjen på Århus teater. Han har arbetat som husregissör på Århus teater mellan 2005 och 2011 och därefter på Café Teatret i Köpenhamn, sedan 2014 känd under namnet Sort/Hvid (svenska: Svart/Vit).
Han debuterade 2002 med Operation Louise og Ferdinand som sattes upp på Århus Teater och resulterade i en Reumertnominering som årets dramatiker. Verket Det normala livet har satts upp, förutom i Danmark, i bland annat Tyskland, Österrike och Sverige. Hans pjäser har också spelats utanför Europa, bland annat i USA och Australien. Han fick även massmedial uppmärksamhet kring verket Manifest 2083, som också tog hem flera priser. Pjäsen  baserades på den norske massmördaren Anders Behring Breiviks manifest.

## Teatermanus och produktioner i urval
- Gensyn i Braunau, Halvtidsprojekt 1999, utgivet på förlaget "Drama" i antologin Seks danske enaktere
- Operation: Luise og Ferdinand (efter Schiller), Århus Teater 2002
- Pas på din lænestol!, DR 2003, radiospil
- Dom over skrig, Katapult 2004
- Faust og Reklamekabaretten, Århus Teater 2004
- Afrikas Stjerne med Louise W. Hassing, Bådteatret 2004
- Underværket – the re-Mohammed-ty show, Katapult & Danska radioteatern, DR 2005
- Himlen over os med Dejan Dukovski (efter Wim Wenders), Edison 2005
- Service Selvmord, Århus Teater 2006
- Grace was here, dramatisering av Lars von Triers Dogville, Kaleidoskop 2007
- Nathan (uden titel) (efter Doris Lessing), Århus Teater 2007
- Kosmisk frygt eller den dag Brad Pitt fik paranoia, Århus Teater 2008
- Kødkarrusellen, Århus Teater 2009
- Undskyld, gamle, hvor finder jeg tiden, kærligheden og den galskab der smitter…?
- Fremtidens historie, Det Kongelige Teater og Århus Teater 2009
- Romeo & Julie Århus Teater 2010
- Det normale liv, Café Teatret og Århus Teater 2011
- Projekt Landbrug, Café Teatret 2012
- Manifest 2083, Café Teatret & Dramatikkens Hus, Oslo 2012
- Skakten, Café Teatret & Århus Teater 2013
- Kagefabrikken, Det Kongelige Teater 2013
- All My Dreams Come True, Café Teatret & Århus Teater 2013
- Erasmus Montanus, Århus Teater 2017
- Hospital, Århus Teater & Sort/Hvid 2018
- Revolution, Århus Teater & Sort/Hvid 2018
- White Nigger, Black Madonna, Sort/Hvid  2018
- Aladdin, eller Den forunderlige lampe, Det Kongelige Teater 2018
- Erasmus Montanus, Østre Gasværk 2019

## Utmärkelser och nomineringar
- 2002 - nominerad till en Reumert som årets dramariker för Operation Louise og Ferdinand
- 2006 - nominerad till en Reumert som årets dramatiker för Service Sjelvmord
- 2009 - Vinnare av en Reumert som årets dramatiker för Kosmisk Frygt.[6]
- 2013 - Vinnare av tre Reumerts:[7]
  - Årets Dramatiker för Skakten, Manifest 2083 och Kagefabrikken.
  - Juryns särskilda pris för Manifest 2083.
  - Årets föreställning för Skakten.

- 2014 - Vinnare av en Reumert i kategorin årets dansföreställning för føling[6]

- 2016 - Teaterpokalen for Living Dead.[8]
- 2017 - Vinnare av en Reumert för årets teaterföreställning Erasmus Montanus.[9]
- 2017 - Mottagare av Otto Gelsted-priset